# چاه سبز (حاجی‌آباد)
چاه سبز، روستایی در دهستان کوهشاه بخش احمدی شهرستان حاجی‌آباد در استان هرمزگان ایران است.

## جمعیت
بر پایه سرشماری عمومی نفوس و مسکن در سال ۱۳۹۵، جمعیت این روستا برابر با ۱۱۹ نفر (۳۱ خانوار) بوده است.